# Episienite
L'episienite è, in ambito petrologico, il risultato dell'alterazione di un materiale ricco di silicio (SiO2) che diventa una roccia povera di SiO2.
Un processo che comporta l'impoverimento di SiO2 è detto anche episienitizzazione. Il termine si riferisce ai soli effetti macroscopici di un impoverimento di silice in una roccia; non ha nessuna implicazione a livello della natura dei processi fisici che comportano questo impoverimento in quanto esistono vari processi in un ambiente metamorfico che comportano l'episienitizzazione.
Per esempio:
- i componenti chimici in un magma statico si possono diffondere sotto l'influenza dei gradienti di potenziali chimici causando la loro separazione dai componenti poveri di silice quando il magma inizia a solidificarsi
- un fluido sottosaturo di silice può dissolvere il quarzo dalla roccia e rimuoverlo per avvezione lasciando la roccia madre impoverita di silice
- una massa rocciosa parzialmente fusa può trattenere i componenti ricchi di silice non fusi, mentre i fluidi fusi impoveriti di silice si solidificano formando una sienite
- all'inizio della fase di raffreddamento, precipitano le componenti ricche di silice del magma ricco di silice completamente fuso, in questo modo successivamente si formerà la sienite a partire dal magma ormai impoverito di silice